# رشيد أحمد الكنكوهي
رشيد أحمد الگنگوهي (1244 - 1323 هـ / 1829 - 1905 م) هو عالم ديوبندي، من أهل الهند.
ولد ببلدة كنكوه بمنطقة ساهرانبور بولاية أتر برديش. أخذ عن مملوك علي النانوتوي (ت. 1267 هـ) والمفتي صدر الدين آزرده (ت. 1285 هـ) بدهلي، وعبد الغني المجددي (ت. 1296 هـ). كان له دور مذكور في ثورة سنة 1857.
من آثاره: «الكوكب الدري على جامع الترمذي».